# Szpilowłoska drapieżna
Szpilowłoska drapieżna (Acanthoscurria theraphosoides) – gatunek pająka z rodziny ptasznikowatych.
Gatunek ten został opisany w 1871 roku przez Carla Ludwiga Doleschalla jako Acanthopalpus theraphosoides. Do rodzaju Acanthoscurria przeniósł go w 1892 roku Eugène Simon.
Pająk o ciele długości między 36 a 40 mm, ubarwiony ciemnobrązowo. Kremowe, małe szczecinki tworzą obrzeżenie karapaksu, po dwa podłużne paski na rzepkach oraz pierścienie na wierzchołkach rzepek, goleni i nadstopi. Ponadto odnóża od rzepek po stopy porastają szczecinki szarawe, a pozostałą ich część, szczękoczułki i opistosomę szczecinki jasnoczerwone. Nadustek jest wąski. Aparat strydulacyjny zbudowany jest z 12 szczecinek u samców i 17 u samic. Bruzda szczękoczułkowa zaopatrzona jest w 11 większych i 51–57 mniejszych zębów. Nogogłaszczki samca charakteryzuje palcowaty guzek na goleni, garbowato wystające przedwierzchołkowe pólko granulowane (SGA) i zakrzywiony embolus o niezbyt wyraźnych kilach. Samica ma spermatekę o prostej podstawie i sercowatych, połączonych płatach.
Ptasznik neotropikalny, znany z gminy Sinnamary w Gujanie Francuskiej i brazylijskich stanów Amazonas, Pará oraz Rondônia. Gatunek ten kopie rurkowate norki o średnicy 3–4 cm i długości 10–20 cm. Wędrujące samce spotyka się w lasach jak i na terenach zurbanizowanych.